# Брейтнер, Луи
Луи Брейтнер (фр. Louis Breitner, также Людвиг Брейтнер, нем. Ludwig Breitner и Лодовико Брейтнер, итал. Lodovico Breitner; 22 марта 1851, Триест — 1933?) — французский пианист австрийского происхождения.
Родился в еврейской семье. Окончил Миланскую консерваторию по классу Антонио Анджелери, затем учился у Антона Рубинштейна (некоторые источники утверждают, что и у Франца Листа). Дебютировал на концертной сцене в середине 1870-х гг. — в частности, выступлениями в Лондоне в 1876 г. (рецензент отмечал, что молодой исполнитель играет хватко и вместе с тем обрёл определённую изысканность туше, однако ему ещё предстоит выработать свой индивидуальный стиль).
В дальнейшем жил преимущественно в Париже. Во второй половине 1880-х гг. выступал в составе фортепианного трио с Мартеном Марсиком и Зигмундом Бюргером, затем в 1892—1893 гг. партия скрипки перешла к жене Брейтнера Берте Брейтнер-Хафт, а партия виолончели — к Фердинандо Ронкини. Исполнил премьеру Сапфической песни Op. 91 Камиля Сен-Санса для виолончели и фортепиано (1892, вместе с Жюлем Дельсаром). В 1895 г. выступал в Вене с квартетом Розе. В 1899 г. впервые в Берлине исполнил симфоническую поэму Сезара Франка «Джинны» (с Берлинским филармоническим оркестром под управлением Йозефа Ребичека). В 1901—1902 гг. гастролировал в США.
В конце 1890-х гг. был уважаемым частным педагогом, в начале 1910-х гг. преподавал в Берлине в Консерватории Штерна. Среди его учеников Кортленд Палмер-младший.
Брейтнеру посвящены концертштюк для фортепиано с оркестром Op. 113 Рубинштейна (1889) и один из «Двенадцати новых артистических этюдов» Op.107 Бенжамена Годара (1888).